# The Third Album
The Third Album é o terceiro álbum da cantora americana Barbra Streisand, lançado em fevereiro de 1964.
A produção é de Peter Matz e as canções são em grande parte vindas de musicais obscuros da Broadway e clássicos da música americana que datam da década de 1910.
A foto da capa foi tirada por Roddy McDowall em uma apresentação no programa The Judy Garland Show, em outubro de 1963. Não foram lançados singles promocionais.
A jornalista americana Dorothy Kilgallen, chegou a dizer em sua coluna, que o título seria The Fourth Barbra Streisand Album a fim de pregar uma peça nos fãs, que iriam em busca de um Third que nunca tinha existido, mas a piada foi deixada de lado.
Comercialmente, repetiu o sucesso dos seus antecessores. Na parada musical Billboard 200, estreou na posição de número 110, na semana que terminou em 14 de setembro de 1963, atingiu sua posição máxima, no número 5, em 21 de março do mesmo ano, e passou 74 semanas na lista. Enquanto aparecia na parada, três outros álbuns da cantora também apareciam na lista: The Barbra Streisand Album, The Second Barbra Streisand Album e  Funny Girl: Original Broadway Cast Recording.
Em 11 de fevereiro de 1965, a Recording Industry Association of America (RIAA) o certificou com um disco de ouro por mais de 500 mil cópias vendidas nos Estados Unidos. Em 1966, a revista LIFE informou que as vendas superaram mais de um milhão de cópias no mundo.
O cantor e compositor Paul Jabara (compositor do sucesso "No More Tears", dueto de Streisand e Donna Summer), fez uma homenagem a cantora intitulando o seu terceiro álbum, lançado em 1979, de The Third Album e utilizando a mesma fonte da capa e o fundo preto.
A gravadora Sony lançou, em 1994, o álbum no Brasil (e no mundo) no formato CD, como parte da "Barbra Streisand Collection", série na qual onze discos do catálogo da cantora foram vendidos por preços acessíveis.

## Recepção crítica
| Críticas profissionais | Críticas profissionais |
| Avaliações da crítica  | Avaliações da crítica  |
| Fonte                  | Avaliação              |
| ---------------------- | ---------------------- |
| Allmusic               | [ 12 ]                 |
| The Village Voice      | B-                     |
| Billboard              | Favorável              |
| Boy's Life             | Favorável              |

As resenhas e avaliações dos críticos musicais foram em maioria favoráveis. 
William Ruhlmann, do website estadunidense AllMusic, avaliou com três estrelas de cinco e escreveu que embora as canções demonstrem a beleza da voz de Streisand, expõe que "suas habilidades interpretativas permaneceram limitadas".
O crítico Tom Hull, do jornal The Village Voice, deu uma nota B-.
A revista Billboard escreveu que cada canção é "uma experiência musical excitante" e escolheu "As Time Goes By" como a melhor das faixas.
Ernest Collar, da revista Boy's Life, o indicou em sua lista de álbuns de dezembro de 1964, e escreveu que "My Melancholy Baby", "Never Will I Marry" e "As Time Goes By" já valem o preço da compra.
Stephen Holden, em reportagem sobre o álbum Superman de 1977, escreveu que é o mais consistente dos primeiros discos e contém "todas as características da Srta. Streisand em plena floração: sua emotividade explosiva, fraseado tenso e altamente estilizado e elocução teatral". Elogiou os arranjos: "Lindamente arranjado no estilo pop do período, com o ritmo fornecido apenas por um baixo e percussão e ênfase de fundo em cordas e instrumentos de sopro" e destacou as interpretações impressionantes em "As Time Goes By", "It Had To Be Be You" e "My Melancholy Baby".

## Lista de faixas
Créditos adaptados do LP The Third Album, de 1964.
| Lado A |                                      |                                                              |         |  |
| N.º    | Título                               | Compositor(es)                                               | Duração |  |
| 1.     | "My Melancholy Baby"                 | Ernie Burnett, George A. Norton, Maybelle E. Watson          | 3:02    |  |
| 2.     | "Just in Time"                       | Lyrics by Betty Comden and Adolph Green, Music by Jule Styne | 2:16    |  |
| 3.     | "Taking a Chance on Love"            | Vernon Duke, Ted Fetter, John Latouche                       | 2:34    |  |
| 4.     | "Bewitched, Bothered and Bewildered" | Lorenz Hart, Richard Rodgers                                 | 2:54    |  |
| 5.     | "Never Will I Marry"                 | Frank Loesser                                                | 2:27    |  |

| Lado B |                            |                                          |         |  |
| N.º    | Título                     | Compositor(es)                           | Duração |  |
| 1.     | "As Time Goes By"          | Herman Hupfeld                           | 3:46    |  |
| 2.     | "Draw Me a Circle"         | Cy Young                                 | 2:15    |  |
| 3.     | "It Had to Be You"         | Music by Isham Jones, lyrics by Gus Kahn | 3:46    |  |
| 4.     | "Make Believe"             | Oscar Hammerstein II, Jerome Kern        | 2:41    |  |
| 5.     | "I Had Myself a True Love" | Harold Arlen, Johnny Mercer              | 4:23    |  |

## Tabelas

### Tabelas semanais
| Tabela musical                 | Melhor posição |
| ------------------------------ | -------------- |
| Estados Unidos (Billboard 200) | 5              |

## Certificações e vendas
| País                    | Certificação | Vendas    |
| ----------------------- | ------------ | --------- |
| Estados Unidos (RIAA)   | Ouro         | 500,000   |
| Resumos                 |              |           |
| Mundo (vendas até 1966) | —            | 1,000,000 |